# Flughafen Puerto Plata

i8
i11
i13
Der Flughafen Puerto Plata (spanisch Aeropuerto Internacional Gregorio Luperón, IATA-Code: POP, ICAO-Code: MDPP) ist der internationale Flughafen von Puerto Plata in der Dominikanischen Republik. Er ist mit etwa einer Million Passagiere jährlich der drittgrößte Flughafen des Landes und hat große Bedeutung für den Tourismus.

## Lage und Verkehrsanbindung
Der Flughafen liegt 18 km östlich von Puerto Plata im Norden des Landes und verfügt ausschließlich über eine Straßenanbindung.

## Fluggesellschaften und Ziele
Der Flughafen wird neben regionalen Verbindungen innerhalb der Karibik sowie nach Nord- und Südamerika vor allem von Charterfluggesellschaften genutzt. Condor und Edelweiss Air  verbinden Puerto Plata regelmäßig mit Frankfurt und Zürich. Die Flugzeit  beträgt jeweils etwa 10 Stunden.

## Verkehrszahlen
| Jahr | Fluggastaufkommen | Luftfracht (Tonnen) | Flugbewegungen |
| ---- | ----------------- | ------------------- | -------------- |
| 2017 | 945.441           | 1.647               | 6.432          |
| 2016 | 858.209           | 3.901               | 5.980          |
| 2015 | 774.589           | 3.346               | 5.195          |
| 2014 | 768.568           | 3.783               | 5.297          |
| 2013 | 757.493           | 3.840               | 4.806          |
| 2012 | 756.637           | 3.728               | 4.889          |
| 2011 | 769.938           | 5.515               | 5.220          |
| 2010 | 907.380           | 6.893               | 8.330          |
| 2009 | 1.094.093         | 12.389              | 8.432          |
| 2008 | 1.209.328         | 10.669              | 8.215          |
| 2007 | 1.176.296         | 11.099              | 8.441          |
| 2006 | 1.304.132         | 11.503              | 9.422          |
| 2005 | 1.326.469         | 9.776               | 9.558          |

### Verkehrsreichste Strecken
| Rang | Stadt                                  | Passagiere | Fluggesellschaften                              |
| ---- | -------------------------------------- | ---------- | ----------------------------------------------- |
| 01   | Toronto–Pearson, Kanada                | 166.500    | Air Canada Rouge, Air Transat, Sunwing, WestJet |
| 02   | New York–JFK, Vereinigte Staaten       | 116.393    | JetBlue                                         |
| 03   | Montréal–Trudeau, Kanada               | 113.234    | Air Canada Rouge, Air Transat, Sunwing          |
| 04   | Miami, Vereinigte Staaten              | 099.633    | American                                        |
| 05   | Newark, Vereinigte Staaten             | 065.479    | United                                          |
| 06   | Düsseldorf, Deutschland                | 043.910    | Eurowings                                       |
| 07   | Frankfurt, Deutschland                 | 041.957    | Condor                                          |
| 08   | Manchester, Vereinigtes Königreich     | 028.504    | TUI Airways                                     |
| 09   | München, Deutschland                   | 027.344    | Condor                                          |
| 10   | London–Gatwick, Vereinigtes Königreich | 025.585    | TUI Airways                                     |

## Zwischenfälle
- Am 15. November 1992 wurde eine Iljuschin Il-18D der kubanischen Aerocaribbean (Luftfahrzeugkennzeichen CU-T1270) beim Anflug auf den Flughafen Puerto Plata 14 Kilometer vor dem Ziel in einen Berg geflogen. Keiner der 34 Insassen überlebte diesen Controlled flight into terrain (CFIT).[2]

- Am 6. Februar 1996 kamen beim Absturz einer Boeing 757 auf einem Flug der türkischen Birgenair durch technisches Versagen, gefolgt von menschlichem Versagen, kurz nach dem Start in Puerto Plata 189 Passagiere ums Leben (siehe auch  Birgenair-Flug 301 / Alas-Nacionales-Flug 301).[3]